# Eugen Baciu
Eugen Baciu (n. 25 mai 1980, Vaslui, România) este un fotbalist român retras din activitate.

## Performanțe internaționale
A jucat pentru Steaua București în grupele UEFA Champions League, contabilizând două meciuri în această competiție.
S-a transferat la Steaua în 2004 și a jucat pentru această echipă peste 90 de meciuri în toate competițiile la care aceasta a participat: Divizia A, Cupa României, Cupa UEFA și UEFA Champions League. A marcat un gol în meciul Sportul Studențesc - Steaua, scor 1-2 . Înainte de a se transfera la Steaua, el a mai activat 5 ani la clubul FCM Bacău și un sezon la echipa Laminorul Roman.
Baciu are și o prezență în tricoul naționalei României în meciul România - Polonia 2-1.

## Titluri
| Sezon     | Club                | Titlu              |
| --------- | ------------------- | ------------------ |
| 2004-2005 | FC Steaua București | Divizia A          |
| 2005-2006 | FC Steaua București | Divizia A          |
| 2005-2006 | FC Steaua București | Supercupa României |